# Провинција Ики
Ики (јап. 壱岐国) је једна од 66 историјских провинција Јапана, која је постојала од почетка 8. века (закон Таихо из 703. године) до Мејџи реформи у другој половини 19. века. Ики се налазио на истоименом архипелагу у мореузу Цушима.
Царским декретом од 29. августа 1871. све постојеће провинције замењене су префектурама. Територија Икија припада данашњој префектури Нагасаки.

## Географија
Ики је острво у мореузу Цушима, између острва Кјушу на југу и Цушима на северу.